# Scherzo nr. 4
Het Scherzo nr. 4 in E majeur op. 54 is een eendelige compositie van Frédéric Chopin uit 1842. Het is Chopins laatste scherzo in een serie van vier. Dit laatste scherzo werd gepubliceerd in 1843. In tegenstelling tot de vorige drie scherzi (op. 20, 31, en 39) is dit werk iets kalmer van opzet, hoewel het ook nog wel enige exceptioneel gepassioneerde momenten kent. Ook staat het niet meer in mineur, maar in de mildvrolijke toonsoort E majeur. Het scherzo is in rondovorm geschreven, met een triogedeelte in het midden in cis mineur, dat gebaseerd is op een Pools volksliedje. Chopin droeg het werk op aan Mademoiselle J. de Caraman.

## Vorm
Het vierde scherzo opent met een speels, humoristisch thema in E majeur dat met beide handen wordt gespeeld. De tempo-aanduiding is "Presto". De melodie van het hoofdthema wordt meest in akkoorden gespeeld, tot er een sneller gedeelte aanbreekt waar de melodie grotendeels in snelle achtstenloopjes in de rechterhand plaatsvindt. De toonsoort schuift van E majeur naar As majeur en terug, in het midden van het hoofdthema. Wanneer het hoofdthema eindigt wordt een tweede thema geïntroduceerd met een langzame melodie in cis mineur. Hier is de tempo-aanduiding "più lento" ('langzamer'), en hier wordt de melodie begeleid met warme lage arpeggio's in kwartnoten. Een melancholiek thema, in contrast met het huppelende vrolijke hoofdthema. Midden in dit langzame gedeelte verandert de toonsoort naar d mineur voor tien maten en dan weer terug naar E majeur. Deze verandering vindt drie keer plaats in het tweede thema. De melodie zwelt weer aan en er volgt een overgang terug naar het hoofdthema. Deze overgang bestaat uit snelle arpeggio's en tremolo's. Na de terugkeer zit de luisteraar weer in het hoofdtempo en wordt het hoofdthema herhaald, maar nu sterker, levendiger en trotser dan voorheen. De begeleiding helpt een handje met meer noten en tremolo's en akkoorden dan de eerste keer. Midden in de herhaling van het hoofdthema verandert de toonsoort nog eens, van E majeur naar Es majeur. Na de herhaling wordt het stuk afgesloten met een coda in E majeur dat eindigt met een grote stijgende toonladder van E over zes octaven en twee slotakkoorden.